# Mandunyane
Mandunyane è un villaggio del Botswana situato nel distretto Centrale, sottodistretto di Tutume. Il villaggio, secondo il censimento del 2011, conta 3.589 abitanti.

## Località
Nel territorio del villaggio sono presenti le seguenti 14 località:
- Bodibeng di 33 abitanti,
- Bokololo di 65 abitanti,
- Caarong di 60 abitanti,
- Dimotswe di 122 abitanti,
- Koroma di 27 abitanti,
- Leriba/Siemaxwe di 48 abitanti,
- Lonye di 75 abitanti,
- Makhubu di 98 abitanti,
- Malekae di 15 abitanti,
- Monganaoesi di 10 abitanti,
- Saanyaneng di 29 abitanti,
- Seingobo di 5 abitanti,
- Sepalola di 98 abitanti,
- Thootse di 4 abitanti